# Костадин Дупков
Константин (Костадин) Т. Дупков, известен като Даскала, е български общественик, водач на прогръцкото движение в Кукуш.

## Биография
Дупков е от големия български южномакедонски град Кукуш, тогава в Османската империя. Кукушки архиерейски наместник е на поленинския владика Мелетий Византийски. В 1857 година, когато в града пристигат Димитър Миладинов и Райко Жинзифов, които дават тласък на борбата на Кукушката българска община за обучение и църковнослужение на български език и отстраняване на Мелетий, Дупков заедно с Нано Попгутов оглавява гъркоманската групичка и организира подписването на махзар до Солунската митрополия в защита на Мелетий. Дупков се опитва да поддържа умерен курс, като запази гръцкия език в кукушкото училище успоредно на българския.
На 8 юни 1858 година Дупков обаче подписва обръщение до руския цар, в която първенците от Кукушко (Кукуш, Дойран и Карадаг) молят императора да разреши на него, на архимандрит Климент и на Георги Тенов Златаров да отидат в Русия и да събират помощи за създаване в града на българска гимназия, идея на Димитър Миладинов. В молбата се казва: „Дрипи на вековете преминаха, като не само развълнуваха предисторическия пеласго-българомакедонски и исторически славянски род, но по известни причини удавиха и майчиния език... Искаме да открием централна гимназия за нравственото възраждане на трите кази.“
В 1864 година, вече при владиката Партений Поленински, Дупков се опитва неуспешно да наложи на новия учител Кузман Шапкарев да преподава наполовина на български, наполовина на гръцки. Дупков подкрепя Мелетий и по време на второто му управление на епархията в 1867 – 1879 година.